# Mádaba kormányzóság

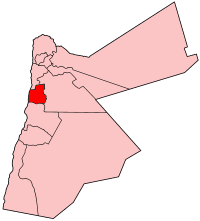
Mádaba kormányzóság elhelyezkedése Jordánián belül

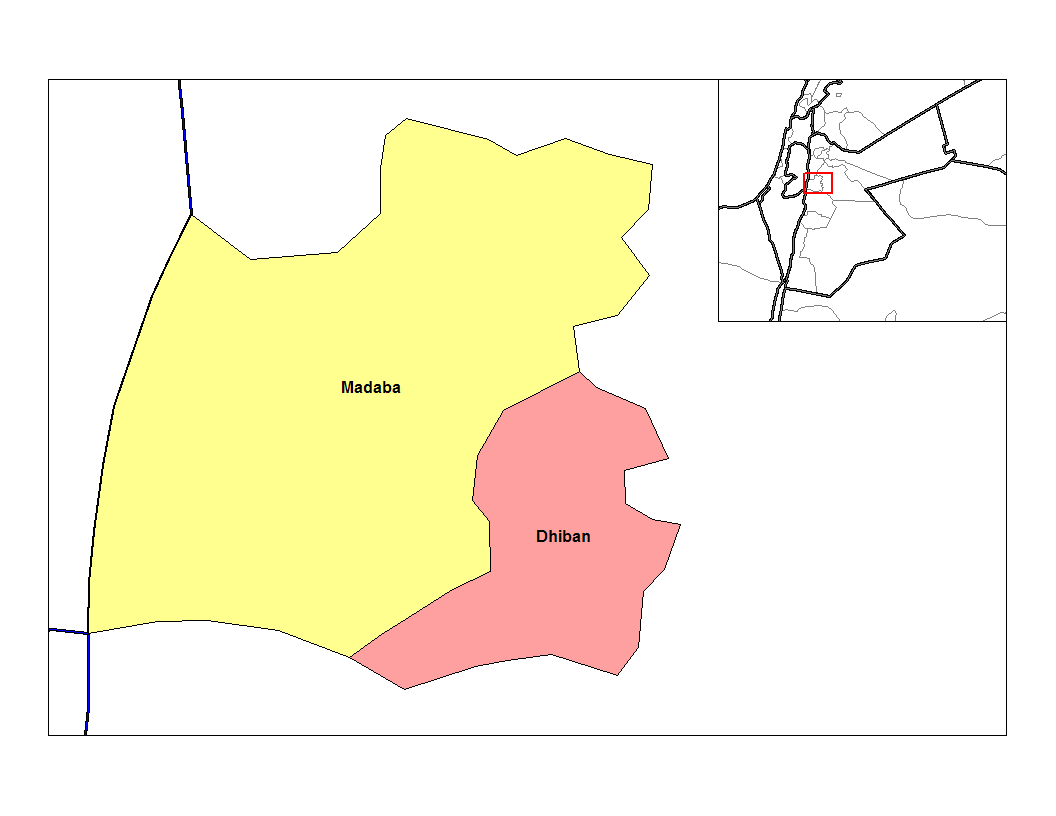
A tartomány körzetei

Mádaba kormányzóság (arabul محافظة مادبا [Muḥāfaẓat Mādabā]) Jordánia tizenkét kormányzóságának egyike. Az ország nyugati részén fekszik. Északon el-Balká, keleten a Főváros, Ammán, délen el-Karak, nyugaton pedig a Palesztinához tartozó Ciszjordánia határolja a Holt-tenger révén. Székhelye a 70 000 lakosú Mádaba városa. Területe 2 008 km², népessége 189 192 fő (2015). Területe két körzetre (livá) oszlik (Mádaba és Dzíbán).
Történelem
A terület egykor a Moábi Királyság északi határvidéke volt. Itt található a Nébó-hegy, ahol Mózes V. könyve szerint Mózes meghalt (a megoszló vallástörténészi vélemények szerint az i.e. 1491 - 1271 közötti időszakban.)
A mai kormányzóság területét Trajanus (53-117) római császár hódította meg i.sz. 106-ban és csatolta az újonnan alakított Provincia Arabia-hoz. A római, majd később kelet-római uralomnak az arab hódítás vetett véget, amikor 636-ban, a jármúki csatában az arab csapatok megsemmisítő vereséget mértek a bizánciakra.